# فاليريان ألكسندروفيتش فرولوف
الكولونيل العام فاليريان ألكسندروفيتش فرولوف (بالروسية: Валериан Александрович Фролов) وُلد في بيتروغراد بالإمبراطورية الروسية بتاريخ 07 يونيه 1895 (بحسب التقويم الجديد أو 26 مايو 1895 بحسب التقويم القديم)، وتوُفي بالمدينة نفسها بعد تغيير اسمها إلى لينينغراد في 06 يناير 1961، شارك في الحرب العالمية الأولى والحرب الأهلية الروسية، كما شارك في الحرب السوفيتية الفنلندية قبل تسلمه قيادة الجيش الرابع عشر خلال الحرب العالمية الثانية ومنه انتقل لقيادة الجبهة الكاريلية في الفترة ما بين سبتمبر 1941 وحتى فبراير 1944، ومع نهاية الحرب عام 1945 عُين قائدا عاما لمنطقة البحر الأبيض العسكرية ثم منطقة أرخانغيلسك العسكرية قبل أن يُحال إلى الاستيداع عام 1956.

## الأوسمة
حصل فرولوف طوال خدمته في صفوف الجيش السوفيتي على العديد من الأوسمة العسكرية السوفيتية رفيعة المستوى؛ حصل حصل على:

 وسام لينين (3 مرات) 
  وسام ثورة أكتوبر 
  وسام الراية الحمراء (4 مرات) 
  وسام كوتوزوف من الدرجة الأولى 
  وسام النجمة الحمراء
  وسام بوغدان خميلنيتسكي من الدرجة الأولى 
 بالإضافة إلى العديد من الميداليات الأخرى مثل: 

 ميدالية "الانتصار على ألمانيا في الحرب الوطنية العظمى 1941-1945"
 ميدالية "الدفاع عن الأراضي السوفيتية وراء المتجمد"
 الميدالية اليوبيلية "قضاء عشرين عاما في خدمة جيش العمال والفلاحين الأحمر"